# Thomas Tauporn
Thomas Tauporn (Schechingen, 30 de marzo de 1991) es un deportista alemán que compitió en escalada. Ganó una medalla de plata en el Campeonato Mundial de Escalada de 2012, en la clasificación combinada.

## Palmarés internacional
| Campeonato Mundial | Campeonato Mundial | Campeonato Mundial | Campeonato Mundial |
| Año                | Lugar              | Medalla            | Prueba             |
| ------------------ | ------------------ | ------------------ | ------------------ |
| 2012               | París (Francia)    | Medalla de plata   | Combinada          |